# Julien Denisse
Pour les articles homonymes, voir Denisse.
Julien Jean Baptiste Denisse, né à Bordeaux en 1866 et mort à Antibes en 1943, est un peintre français.

## Biographie
Fils d'un photographe bordelais, il entre à l'Académie Julian en 1888 et expose pour la première fois au Salon des artistes français en 1895. Il est le père de Jean-François Denisse.
Il enseigne les Beaux Arts à Saint Quentin et présente à la Rétrospective du Salon des indépendants de 1926 les toiles Fleurs fanées, Œillets roses (automne) et Camélias rouges puis expose au Salon des indépendants de 1929 des fleurs et un paysage.